# Municipio de Marion (condado de Linn)
El municipio de Marion (en inglés: Marion Township) es un municipio ubicado en el condado de Linn en el estado estadounidense de Iowa. En el año 2010 tenía una población de 38947 habitantes y una densidad poblacional de 203,9 personas por km².

## Geografía
El municipio de Marion se encuentra ubicado en las coordenadas 42°3′40″N 91°33′59″O / 42.06111, -91.56639. Según la Oficina del Censo de los Estados Unidos, el municipio tiene una superficie total de 191.01 km², de la cual 190.88 km² corresponden a tierra firme y (0.07%) 0.14 km² es agua.

## Demografía
Según el censo de 2010, había 38947 personas residiendo en el municipio de Marion. La densidad de población era de 203,9 hab./km². De los 38947 habitantes, el municipio de Marion estaba compuesto por el 93.99% blancos, el 1.87% eran afroamericanos, el 0.23% eran amerindios, el 1.53% eran asiáticos, el 0.05% eran isleños del Pacífico, el 0.46% eran de otras razas y el 1.86% pertenecían a dos o más razas. Del total de la población el 1.93% eran hispanos o latinos de cualquier raza.